# Barringtonia samoënsis
Barringtonia samoënsis är en tvåhjärtbladig växtart som beskrevs av Asa Gray. Barringtonia samoënsis ingår i släktet Barringtonia och familjen Lecythidaceae. Inga underarter finns listade i Catalogue of Life.